# (225088) Gonggong
(225088) Gonggong, provisorische Bezeichnung (225088) 2007 OR10, ist eines der größten bekannten transneptunischen Objekte (TNO). Es wird bahndynamisch als resonantes Kuipergürtel-Objekt (RKBO) oder als Scattered Disk Object (SDO) eingestuft. Der Asteroid Gonggong ist ein Zwergplanetenkandidat und verfügt über einen Mond mit der Bezeichnung Xiangliu.

## Entdeckung und Benennung
Gonggong wurde am 17. Juli 2007 von einem Astronomenteam, bestehend aus Meg Schwamb, Mike Brown und Dave Rabinowitz des California Institute of Technology (CalTech), am 1,2-m-Oschin-Schmidt-Teleskop des Palomar-Observatoriums (Kalifornien) entdeckt. Die Entdeckung erfolgte im Rahmen einer Suche nach neuen Objekten in der Region von Sedna als Teil der Doktorarbeit von Megan E. Schwamb, die zu dieser Zeit Akademiestudentin bei Mike Brown war. Brown gab dem Asteroiden den Spitznamen „Snow White“ (Schneewittchen) aufgrund seiner hellen Erscheinung, die seiner damaligen Meinung nach nicht aufgrund seiner Größe, sondern aufgrund seiner Weißfärbung zustande komme. Später stellte sich heraus, dass er eine stark rötliche Färbung besitzt, sodass sich der Name als unpassend erwies. Gonggong war die neunte Entdeckung eines großen TNO und wahrscheinlichen Zwergplaneten des Astronomenteams um Mike Brown. Browns Team entdeckte nacheinander Quaoar und Máni (2002), Sedna (2003), Haumea (2003, umstritten), Orcus und Salacia (2004), sowie die Zwergplaneten Makemake und Eris (2005).
Die Entdeckung wurde am 7. Januar 2009 formell bekannt gegeben. Im August 2011 postete Brown im Internet, dass er genügend Informationen über den Planetoiden habe, die eine Namensvergabe rechtfertigen würden, da durch die Entdeckung von Wassereis und der Möglichkeit von Methan das Objekt „genügend bemerkenswert“ für weiterführende Studien sei. Im April 2017 postete Brown – der bis dahin noch keinen Namensvorschlag abgegeben hatte – dass ab November 2019 Namensvorschläge für jedermann offen seien. Am 5. Februar 2020 erhielt der Asteroid nach dem Dämon Gonggong aus der chinesischen Mythologie den Namen (225088) Gonggong.
Nach seiner Entdeckung ließ sich (225088) Gonggong auf Fotos, die im Rahmen des Digitized Sky Survey (DSS) am La-Silla-Observatorium der Europäischen Südsternwarte gemacht wurden, bis zum 19. August 1985 zurückgehend identifizieren und so sein Beobachtungsbogen um 22 Jahre verlängern; dadurch konnte seine Umlaufbahn genauer berechnet werden. Seither wurde der Planetoid durch verschiedene Teleskope wie das Hubble-, Herschel- und das Kepler-Weltraumteleskop und erdbasierte Teleskope wie das Keck- und das Palomar-Observatorium beobachtet. Im April 2017 lagen 230 Beobachtungen über einen Zeitraum von 31 Jahren bei 13 Oppositionen vor. Die bisher letzte Beobachtung wurde im September 2015 am Calar-Alto-Observatorium durchgeführt. (Stand 4. März 2019)
Gonggong ist das größte Objekt in einer Umlaufbahn um die Sonne, das nicht als Planet oder Zwergplanet anerkannt ist.

## Bahneigenschaften

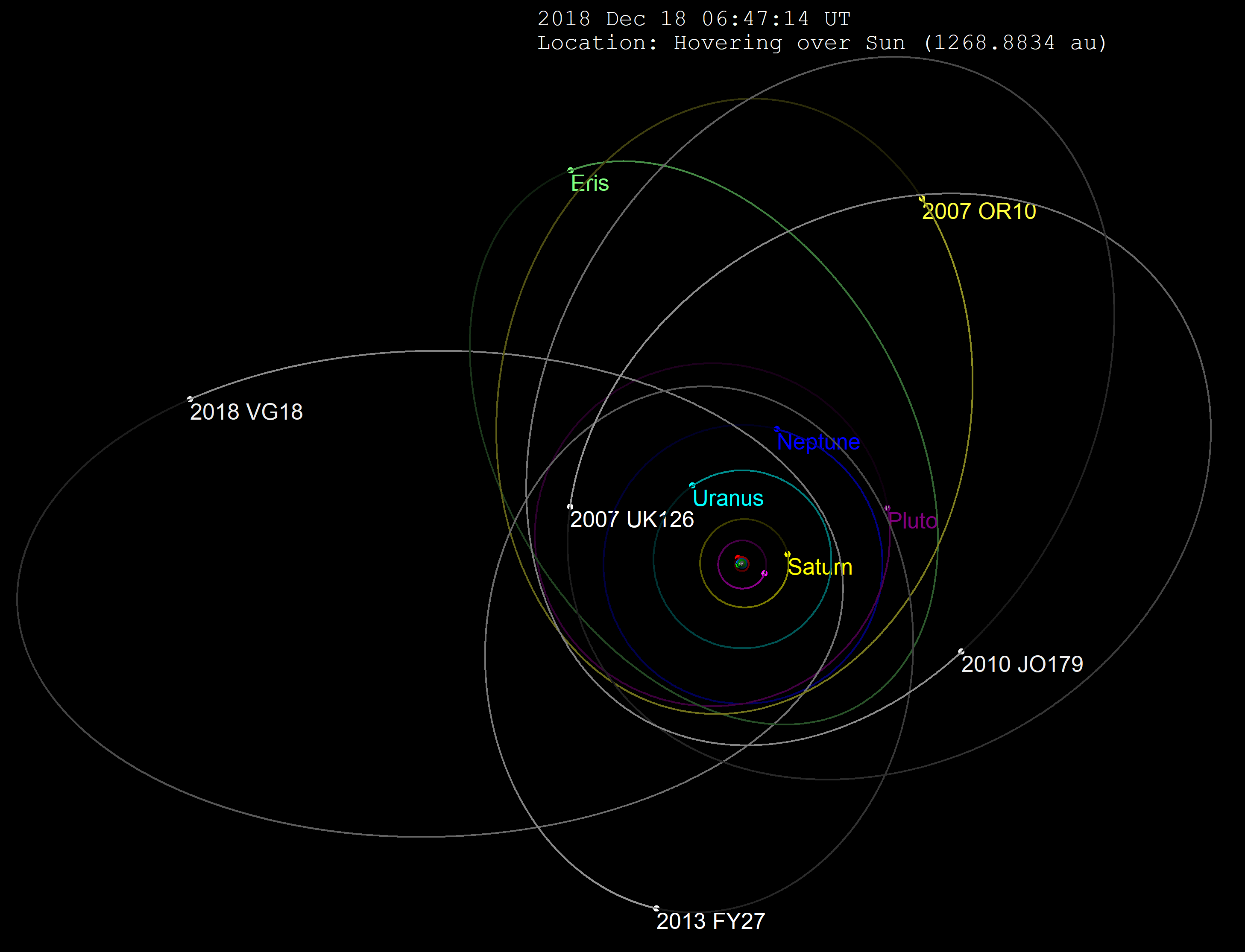
Die Bahn von (225088) Gonggong (gelb) im Vergleich zu Eris (grün), Pluto (lila) und anderen entfernten Planetoiden (weiß) sowie den Riesenplaneten.

### Umlaufbahn
(225088) Gonggong umkreist die Sonne auf einer hochgradig elliptischen Umlaufbahn zwischen 33,49 AE und 101,27 AE Abstand zu deren Zentrum. Die Bahnexzentrizität beträgt 0,503, die Bahn ist 30,739° gegenüber der Ekliptik geneigt. Die Umlaufzeit beträgt 553,05 Jahre. Dies ist mit der Umlaufzeit des Zwergplaneten Eris (557,55 Jahre) vergleichbar.
Gonggong erreichte zuletzt im Jahr 1857 sein Perihel und entfernt sich derzeit von der Sonne; 2013 übertraf er Sedna in der Entfernung. Derzeit (2019) ist der Planetoid 88,20 AE von der Sonne entfernt; er befindet sich von der Erde aus gesehen etwa in Richtung des galaktischen Zentrums. Dies macht ihn nach 2018 VG18 (124,8 AE) und Eris (96,4 AE) – und noch vor 2012 VP113 (83,6 AE) – zum derzeit (2019) drittweitest entfernten bekannten großen Objekt im Sonnensystem. 2045 wird er Eris überholen. Sein Aphel wird Gonggong im Jahr 2132 erreichen; der nächste Periheldurchlauf erfolgt im Jahre 2410.

### Einordnung
Das Deep Ecliptic Survey klassifiziert die Umlaufbahn in einer 3:10-Resonanz mit Neptun, die jedoch bisher noch nicht unabhängig bestätigt und gesichert ist; es könnte sich lediglich um eine Nah-Resonanz handeln. In ersterem Fall wäre (225088) Gonggong damit jedenfalls ein Resonantes KBO (RKBO). Das Minor Planet Center klassifiziert das Objekt als SDO/Zentaur und auch als «Distant Object», weswegen die eindeutige Einordnung bisher ausbleibt.

## Physikalische Eigenschaften

### Größe
Durch die Kombination von Kepler und Herschel konnten die ersten Berechnungen verbessert werden. Kepler erlaubte die Bestimmung, welcher Bruchteil des Sonnenlichts reflektiert wird, und eine Bestimmung der Rotationsperiode. Herschel konnte messen, welcher Teil des Lichts absorbiert und als Wärmestrahlung wieder abgegeben wird. Diese Daten zusammen erlaubten eine genauere Bestimmung der Größe und des Reflexionsgrades. Eine Gruppe ungarischer Astronomen untersuchte im Rahmen des Kepler K2-Programms auch (225088) Gonggong und ermittelte eine Rotationsperiode von 44,81 Stunden. Die Albedo bestimmten sie auf 0,089 +0,031−0,009, woraus sich ein Durchmesser von 1535 +75−225 km ableiten lässt. Damit wäre Gonggong deutlich dunkler und größer als ursprünglich angenommen. Der Planetoid wäre somit größer als Makemake und vielleicht Haumea und definitiv ein Zwergplanet. 2019 wurde wieder ein kleinerer Durchmesser von 1230 ±50 km bestimmt. Die Entdeckung des Mondes scheint keinen nennenswerten Einfluss auf die Größenbestimmung des Mutterplanetoiden zu haben. Die scheinbare Helligkeit Gonggongs beträgt 21,46 m.
Die Masse von (225088) Gonggong wird auf etwa 1.75e21 kg geschätzt und es ist davon auszugehen, dass er anhand der verfügbaren Daten die Kriterien erfüllt und als Zwergplanet eingestuft werden müsste. Nach Mike Brown muss es fast sicher ein Zwergplanet sein, nach Scott Sheppard ist es nur wahrscheinlich einer. Gonzalo Tancredi gab 2010 noch keine Empfehlung ab, trotz einem von ihm vergleichsweise hoch berechneten Durchmesser von 1752 km.
| Jahr                                         | Abmessungen km      | Quelle              |
| -------------------------------------------- | ------------------- | ------------------- |
| 2010                                         | 1752,0              | Tancredi            |
| 2011                                         | 1200,0 +300,0−200,0 | Brown u. a.         |
| 2012                                         | 1280,0 ± 210,0      | Santos-Sanz u. a.   |
| 2013                                         | 1142,0 +647,0−467,0 | Lellouch u. a.      |
| 2015                                         | 1535,0 +75,0−225,0  | Szabó u. a.         |
| 2016                                         | 1834,53             | LightCurve DataBase |
| 2017                                         | 1520,0              | Kiss u. a.          |
| 2018                                         | 1290,0              | Brown               |
| 2019                                         | 1230,0 ± 50         | Kiss u. a.          |
| Die präziseste Bestimmung ist fett markiert. |                     |                     |

### Rotation
Ausgehend von einer Rotationsperiode von 44,81 Stunden rsp. 1,867 Tagen ergibt sich, dass der Planetoid in einem Gonggong-Jahr 108.191,6 Eigendrehungen („Tage“) vollführt. Einer früheren Studie von 2009 zufolge würde er dafür mit 22,40 Stunden nur etwa halb so lange benötigen, was die Anzahl der Gonggong-Tage in seinem Jahr mit 216.431,5 Umdrehungen praktisch verdoppeln würde. Letztere Variante wird jedoch als eher unwahrscheinlich angesehen, zumal die Fehlerquote bei ungefähr 30 % liegt und die damalige Beobachtungszeit nicht ausreichte.

### Innerer Aufbau
Gemäß dem Entdeckerteam um Mike Brown besteht der Aufbau von Gonggong wahrscheinlich aus einem Gesteinskern, mit einem dicken Mantel aus Wassereis, dessen Berechnung die Beobachtungsdaten und eine angenommene Dichte von 2,0 g/cm³ zugrunde liegt.

### Oberfläche
Spektrale Untersuchungen zeigten hohe Mengen Wassereis auf mindestens der Hälfte der Oberfläche. Weiterhin gibt es spektrale Spuren von Methan, das sich in Form einer dünnen Schicht gefrorenen Methans von stark rötlicher Farbe über den Eismantel zieht. Laut Mike Brown besitzt der Planetoid eine der rötlichsten Oberflächen im Sonnensystem, was einen starken Kontrast zum reichlich vorhandenen Wassereis bildet. In dieser Zusammensetzung weist (225088) Gonggong Ähnlichkeit mit der von Quaoar auf. Die rote Farbe könnte durch die Reaktion der dünnen Methaneisschicht auf das Bombardement durch Partikel des Sonnenwinds und kosmischer Strahlung zu erklären sein.
Ausgehend von einem Durchmesser von 1535 km ergibt sich Gesamtfläche von etwa 7.360.000 km² und entspricht somit knapp der Fläche Australiens inklusive Neuseeland. (225088) Gonggong ist insgesamt das absolut sechsthellste bekannte transneptunische Objekt, er ist mit 1,8m etwas dunkler als Sedna (1,5m) und etwas heller als Orcus (2,2m).
Das Entdeckerteam um Mike Brown geht davon aus, dass die Oberfläche nach der Entstehungsphase vor etwa 4 Milliarden Jahren eine kurze Periode von Umgestaltungen durch kryovulkanische Prozesse erlebt hat.

### Mögliche Atmosphäre
Die Präsenz einer Schicht aus rotem Methanfrost – vermutlich Überbleibsel einer ehemaligen Atmosphäre – auf der Oberfläche von (225088) Gonggong weist auf die Existenz einer schwachen Methanatmosphäre hin, die sich langsam in den umgebenden Raum verflüchtigt. Obwohl Gonggong der Sonne näher kommt als Quaoar und daher warm genug wird, dass eine Methanschicht sublimiert, kann seine größere Masse leichter eine schwache Atmosphäre halten.

## Mond

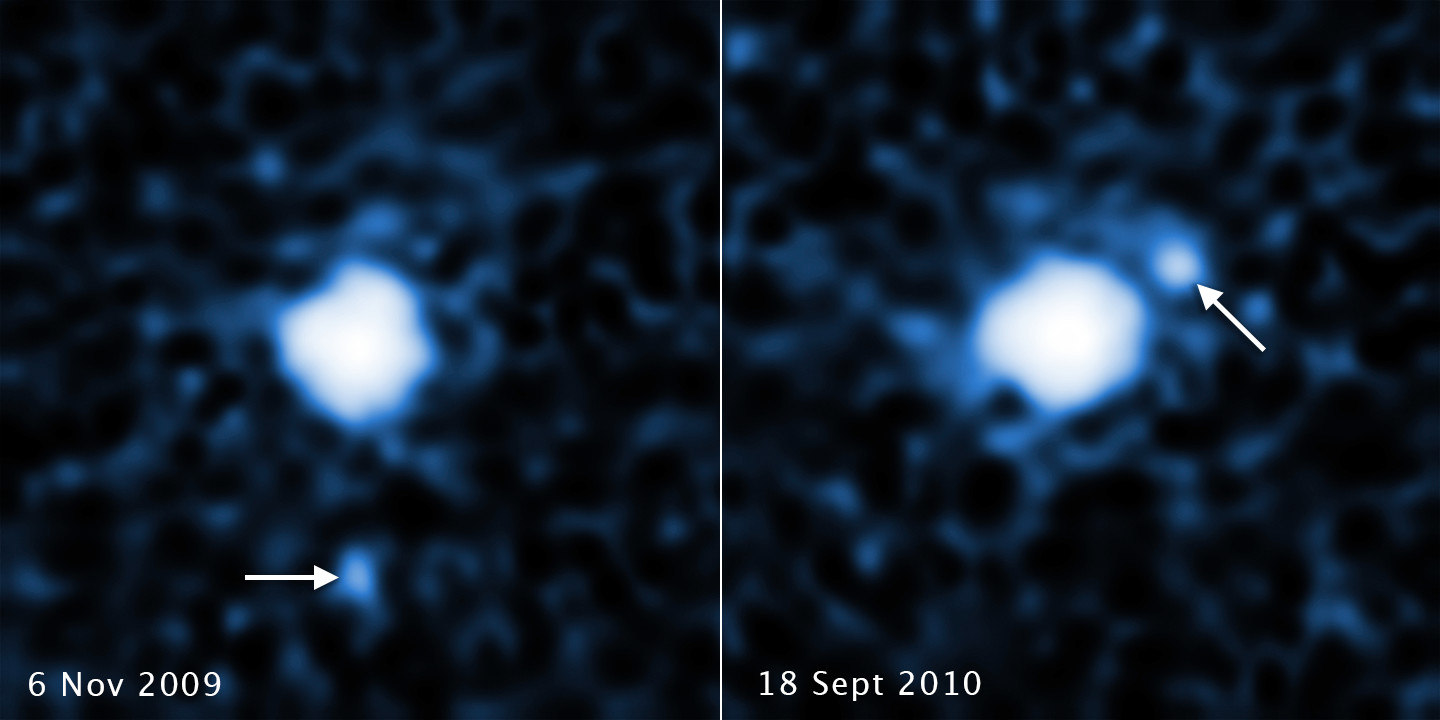
(225088) Gonggong und Xiangliu

Am 17. Oktober 2016 wurde die Entdeckung eines Mondes um (225088) Gonggong bekannt gegeben. Die Entdeckung beruht auf Aufnahmen des Hubble-Weltraumteleskops, die schon im September 2010 erstellt wurden. Der als Xiangliu bezeichnete Mond hat einen Durchmesser von grob abgeschätzt 300 Kilometern. Seine Entfernung zum Hauptkörper wird mit mindestens 15.000 Kilometern angegeben. Zur Bestimmung genauerer Bahndaten (Umlaufzeit und tatsächlicher Bahnradius) sind weitere Beobachtungen notwendig; aus solchen Daten ließe sich die Masse des Systems genauer bestimmen.
Das (225088) Gonggong-System in der Übersicht:
| Komponenten                  | Physikalische Parameter | Physikalische Parameter | Physikalische Parameter | Bahnparameter        | Bahnparameter  | Bahnparameter | Bahnparameter            | Entdeckung         |
| Name                         | Durchmesser (km)        | Relativgröße (%)        | Masse (kg)              | Große Halbachse (km) | Umlaufzeit (d) | Exzentrizität | Inklination zur Ekliptik | Datum Entdeckung   |
| ---------------------------- | ----------------------- | ----------------------- | ----------------------- | -------------------- | -------------- | ------------- | ------------------------ | ------------------ |
| (225088) Gonggong            | 1230                    | 100,0                   | 1.75e21                 | —                    | —              | —             | —                        | 17. Juli 2007      |
| Xiangliu (225088 Gonggong I) | <100,0                  | 8                       | ?                       | 15000                | 6,0            | ?             | ?                        | 18. September 2010 |